# Heterosphaeroparia cumbula
Heterosphaeroparia cumbula är en mångfotingart som beskrevs av Christoph D. Schubart 1955. Heterosphaeroparia cumbula ingår i släktet Heterosphaeroparia och familjen Fuhrmannodesmidae. Inga underarter finns listade i Catalogue of Life.